# Curda (lunfardo)
Entre los países latinoamericanos hay una amplia variedad de términos que refieren al consumo de alcohol, como pedo, grifo o crudo en México y partes de Centroamérica, mamado en Argentina o Uruguay, doblado en República Dominicana, curado en Chile o torcido en Bolivia, curda en Venezuela.

## Etimología
Gobello transcribe —y considera equivocada— la opinión de Juan José de Soiza Reilly que ubica el nacimiento del significado en 1912; dice que ese año Italia arrebató a los turcos la región de Trípoli y que entre las informaciones que se hicieron populares en el país estaba la que decía que dentro del ejército turco los soldados provenientes de Kurdistán, o sea los kurdos, no podían pelear si no se les daba alcohol en abundancia. Gobello agrega que la expresión ya había sido registrada por F. M. Pabanó en el libro Historia y Costumbres de los Gitanos. Diccionario español-gitano-germánesco, editado en Barcelona en 1915, y por Rafael  Salillas en el libro Hampa, editado en Madrid en 1898.

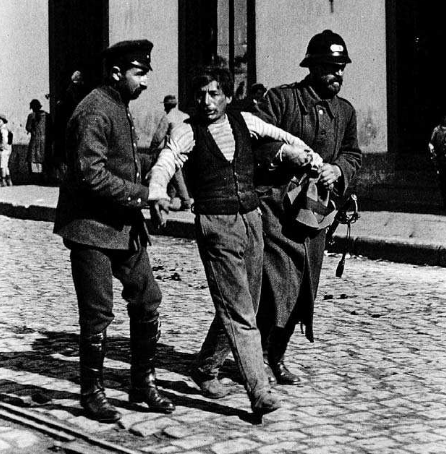
Un curda llevado por dos policías

## Su uso en el tango
Varios tangos usan el vocablo en su título o en su letra; entre los primeros se destacan De puro curda (1957) y La última curda (1956,) letra de Cátulo Castillo y música de Aníbal Troilo.
Carlos Mina propone tres formas en las que el alcohol aparece en el tango: en Los mareados (1932) de Enrique Cadícamo —«el alcohol nos ha embriagado»—, la curda es el modo de ocultar la verdadera razón de la separación sobre la que conversan; esto es, que él la abandona; en Una canción (1953) de Cátulo Castillo —«vos y yo los dos en curda»— el alcohol está presente desde la primera frase, y su repetida cita a lo largo del tango parece indicar la intención del narrador de que el tiempo se prolongue en forma infinita; finalmente, en Che, bandoneón (1949), de Homero Manzi –y puedo confesarte la verdad | copa a copa, pena a pena, tango  tango- el alcohol ayuda a develar –y a enfrentar- la muerte que se ve cercana.
Manuel Adet después de señalar que las letras de Abel Aznar son recias, viriles, sobrias y muy bien escritas y que la poética de sus tangos se encuentra en el linde con el machismo, agrega respecto de De puro curda:

”se ha transformado en el himno de los borrachos o de todos los que celebran el gusto de beber alcohol sin otro justificativo que el placer de beber. En este caso la curda no es la respuesta a un fracaso amoroso, a una pena de amor. La gratuidad del acto es lo que le otorga nobleza. “Yo tomo porque si, de puro curda, pa mi siempre es buena la ocasión”. O cuando dice: “Y a mí que me importa que diga la gente, que paso mi vida tras un mostrador, por eso no dejo de ser bien decente, no pierdo mi hombría ni mancho mi honor. Me gusta y por eso le pego al escabio, a nadie provoco ni obligo jamás, y al fin si tomando yo me hago algún daño, lo hago conmigo, de curda no más”.